# Бочаров, Иван Иванович
Иван Иванович Бочаров (1925—1988) — старший сержант Рабоче-крестьянской Красной Армии, участник Великой Отечественной войны, Герой Советского Союза (1944).

## Биография
Иван Бочаров родился 17 января 1925 года в селе Константиновское Петровского района Ставропольского края в крестьянской семье.
Получил среднее образование, работал трактористом в родном селе.
В январе 1943 года был призван на службу в Рабоче-крестьянскую Красную Армию. Окончил курсы снайперов. С марта 1943 года — на фронтах Великой Отечественной войны. Участвовал в боях на Южном, 3-м и 4-м Украинском фронтах. Принимал участие в боях на реке Миус, Донбасской, Мелитопольской, Никопольско-Криворожской, Березнеговато-Снигирёвской, Одесской операциях. В 1944 году вступил в ВКП(б).
Весной 1943 года в районе посёлка Матвеев Курган Ростовской области принимал участие в штурме высоты, уничтожив 15 вражеских солдат. В феврале 1944 года в ходе битвы за Днепр в районе посёлка Великая Лепетиха  Бочаров в составе передового отряда переправился через реку и снайперским огнём уничтожил пулемётный расчёт противника. 13 марта 1944 года Бочаров переправился через реку Ингулец в районе села Фёдоровка одним из первых в своём подразделении.
К марту 1944 года старший сержант Иван Бочаров был снайпером 481-го стрелкового полка 320-й стрелковой дивизии 28-й армии 3-го Украинского фронта. К тому времени он уничтожил 248 вражеских солдат и офицеров и взял в плен 5. Обучил снайперскому делу 25 бойцов.
Указом Президиума Верховного Совета СССР от 3 июня 1944 года за «мужество, отвагу и героизм, проявленные в борьбе с немецко-фашистскими захватчиками» старший сержант Иван Бочаров был удостоен высокого звания Героя Советского Союза с вручением ордена Ленина и медали «Золотая Звезда» за номером 3435.
В апреле 1944 года получил тяжёлое ранение. После выздоровления Бочаров был демобилизован. Проживал в Москве, работал старшим диспетчером 1-го Государственного подшипникового завода. Окончил машиностроительный техникум. Скончался 7 ноября 1988 года. Похоронен на Кузьминском кладбище.
Был также награждён орденами Красного Знамени, Отечественной войны 1-й степени и Красной Звезды, а также рядом медалей.

## Галерея

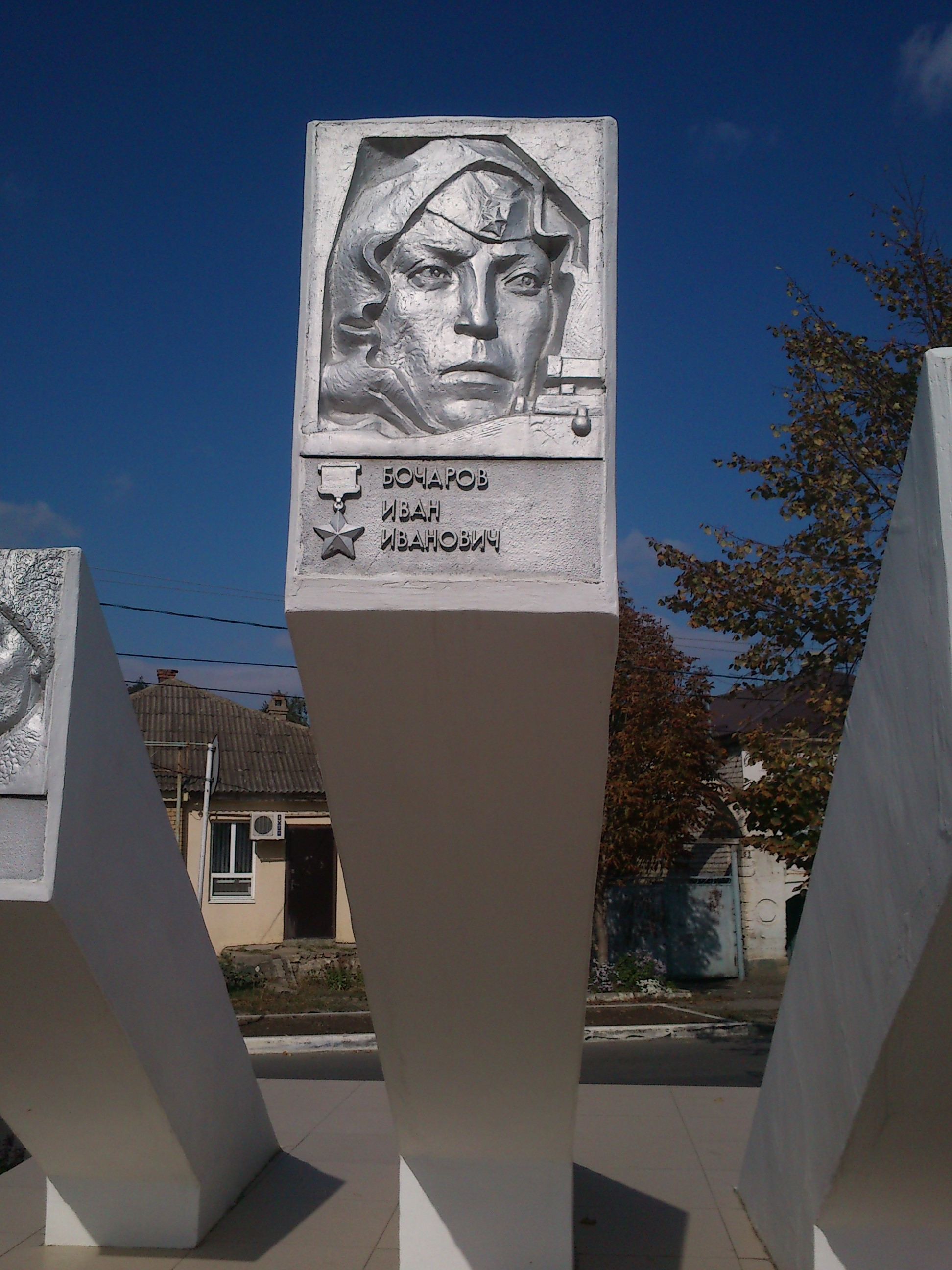
Барельеф на Аллее Славы в Светлограде